# Festival international du film de Locarno 2017
Le Festival international du film de Locarno 2017, la 70e édition du festival (70° Festival del film Locarno), s'est déroulé du 2 au 12 août 2017.

## Déroulement et faits marquants
Le 29 juin est annoncé que les présidents des jurys seront Olivier Assayas, Yousry Nasrallah et Sabine Azéma.
La sélection est dévoilée le 12 juillet.
Todd Haynes reçoit le Pardo d'Onore Manor.
Le jury décerne le Léopard d'or à Mrs. Fang de Wang Bing, le Prix spécial du jury au film Les Bonnes manières (As Boas Maneiras) de Marco Dutra et Juliana Rojas, le Léopard de la meilleure réalisation à F. J. Ossang pour 9 Doigts et les prix d'interprétation à Isabelle Huppert pour Madame Hyde et Elliott Crosset Hove pour Vinterbrodre.

## Jurys

### Concorso internazionale
- Président : Olivier Assayas, réalisateur  France
- Miguel Gomes, réalisateur  Portugal
- Christos Konstantakopoulus, producteur  Grèce
- Jean-Stéphane Bron, réalisateur  Suisse
- Birgit Minichmayr, actrice  Autriche

### Concorso Cineasti del presente
- Président : Yousry Nasrallah, réalisateur  Égypte
- Matías Piñeiro, réalisateur  Argentine
- Paola Turci, chanteuse  Italie
- Katrin Pors, producteur  Danemark
- Johanna ter Steege, actrice  Pays-Bas

### Pardi di domani
- Présidente : Sabine Azéma, comédienne  France
- John Canciani, directeur artistique  Suisse
- Yuri Ancarani, réalisateur  Italie
- Verónica Echegui, actrice  Espagne
- Kristijonas Vildžiūnas, réalisateur  Lituanie

## Sélection[5]

### Concorso internazionale
- 9 Doigts de F. J. Ossang  France
- Les Bonnes manières (As Boas Maneiras) de Marco Dutra et Juliana Rojas  Brésil
- Charleston de Andrei Cretulescu  Roumanie
- Did You Wonder Who Fired the Gun ? de Travis Wilkerson  États-Unis
- En el Séptimo Día de Jim McKay  États-Unis
- Freiheit de Jan Speckenbach  Allemagne
- Gemini de Aaron Katz  États-Unis
- Gli Asteroidi de Germano Maccioni  Italie
- Goliath de Dominik Locher  Suisse
- Good Luck de Ben Russell  États-Unis
- La Telenovela errante de Raul Ruiz et Valeria Sarmiento  Chili
- Lucky de John Carroll Lynch  États-Unis
- Madame Hyde de Serge Bozon  France
- Mrs. Fang de Wang Bing  Chine
- Qing Ting Zhi Yan de Xu Bing  Chine
- Ta peau si lisse de Denis Côté  Canada
- Winter Brothers (Vinterbrødre) de Hlynur Palmason  Islande
- Wajib de Annemarie Jacir  Palestine

### Concorso Cineasti del presente
- 3/4 de Ilian Metev  Bulgarie  Allemagne
- Abschied von den Eltern de Astrid Johanna Ofner  Autriche
- Beach Rats de Eliza Hittman  États-Unis
- Cho-Haeng de Kim Dae-hwan  Corée du Sud
- Dene wos guet geit de Cyril Schäublin  Suisse
- Distant Constellation de Shevaun Mizrahi  États-Unis  Turquie  Pays-Bas
- Easy de Andrea Magnani  Italie  Ukraine
- Edaha no koto de Ryutaro Ninomiya  Japon
- Il Monte delle Formiche de Riccardo Palladino  Italie
- Le Fort des Fous de Narimane Mari  France  Qatar  Grèce  Allemagne
- Meteorlar de Gürcan Keltek  Pays-Bas  Turquie
- Milla de Valérie Massadian  France  Portugal
- Person to Person de Dustin Guy Defa  États-Unis
- Sashishi Deda de Ana Urushadze  Géorgie  Estonie
- Severina de Felipe Hirsch  Brésil  Uruguay
- Verão Danado de Pedro cabaleira  Portugal

### Pardi di domani

#### Compétition internationale
- Agvarim shel Ella de Oren Adaf  Israël
- António e Catarina de Cristina Hanes  Portugal
- Armageddon 2 de Corey Hughes  Cuba
- Boomerang de David Bouttin  France
- British by the Grace of God de Sean Robert Dunn  Royaume-Uni
- Crossing River de Han Yumeng  Chine
- Das satanische Dickicht – DREI de Willy Hans  Allemagne
- Douggy de Matvey Fiks  États-Unis  Russie
- Edge of Alchemy de Stacey Steers  États-Unis
- Fine di un amore de Alberto Tamburelli  Italie
- Haine negre de Octav Chelaru  Roumanie
- Harbour de Stefanie Folk  Pays-Bas
- Jeunes Hommes à la fenêtre de Loukianos Moshonas  France
- Kapitalistis de Pablo Muñoz Gomes  Belgique  France
- Loop de Matija Gluscevic  Serbie
- Los perros de Amundsen de Rafael Ramírez  Cuba
- Negah de Farnoosh Samadi  Iran
- Nikog nema de Jelena Gavrilović  Serbie
- Palenque de Sebastián Pinzón Silva  Colombie  États-Unis
- Plus Ultra de Helena Girón et Samuel M. Delgado  Espagne
- Shmama de Miki Polonski  Israël
- Signature de Kei Chikaura  Japon
- Silica de Pia Borg  Australie  Royaume-Uni
- Song X de Mont Tesprateep  Thaïlande
- Vypusk '97 de Pavlo Ostrikov  Ukraine
- Wasteland no. 1: Ardent, Verdant de Jodie Mack  États-Unis
- Zhizn' moego druga de Alexander Zolotukhin  Australie  Russie

#### Compétition nationale
- 59 Secondes de Mauro Carraro  Suisse  France
- A Song from the Future de Tommaso Donati  Suisse
- Kuckuck de Aline Höchli  Suisse
- La Femme canon de David Toutevoix et Albertine Zullo  Suisse  France  Canada
- Les Histoires vraies de Lucien Monot  Suisse
- Les Intranquilles de Magdalena Froger  Suisse
- Parades de Sarah Arnold  Suisse  France
- Resistance de Laurence Favre  Suisse
- Rewind Forward de Justin Stoneham  Suisse
- und alles fällt de Nadine Schwitter  Allemagne
- Villa Ventura de Roman Hütter  Suisse

### Hors compétition

#### Piazza Grande
- Amori che non sanno stare al mondo de Francesca Comencini  Italie
- Atomic Blonde de David Leitch  États-Unis
- Chien de Samuel Benchetrit  France  Belgique
- Demain et tous les autres jours de Noémie Lvovsky  France
- Drei Zinnen de Jan Zabeil  Allemagne  Italie
- Due soldati de Marco Tullio Giordana  Italie
- Good Time de Joshua et Ben Safdie  États-Unis
- Gotthard - One Life, One Soul de Kevin Merz  Suisse
- Vaudou (I Walked with a Zombie) de Jacques Tourneur  États-Unis
- Iceman de Felix Randau  Allemagne  Italie  Autriche
- Laissez bronzer les cadavres! de Hélène Cattet et Bruno Forzani  Belgique  France
- Lola Pater de Nadir Moknèche  France  Belgique
- Sicilia! de Jean-Marie Straub et Danièle Huillet  Italie  France  Allemagne
- Sparring de Samuel Jouy  France
- The Big Sick de Michael Showalter  États-Unis
- The Song of Scorpions de Anup Singh  Suisse  France  Singapour
- Seven Sisters (What Happened to Monday?) de Tommy Wirkola  Royaume-Uni

#### Fuori concorso
- Acta Non Verba de Yvann Yagchi  Suisse  Royaume-Uni
- Anatomia del miracolo de Alessandra Celesia  France  Italie
- Azmaish de Sabiha Sumar  Pakistan
- CHoisir à vingt ans de Villi Hermann  Suisse  Algérie
- Contes de juillet de Guillaume Brac  France
- Filles du feu de Stéphane Breton  France
- Grandeur et décadence d'un petit commerce de cinéma de Jean-Luc Godard  Suisse  France
- Ibi de Andrea Segre  Italie
- Le Vénérable W. de Barbet Schroeder  France  Suisse
- Nazidanie de Boris Yukhananov et Aleksandr Shein  Russie
- Nothingwood de Sonia Kronlund  France  Allemagne
- Nous sommes jeunes et nos jours sont longs de Léa Forest et Cosme Castro  France
- Piazza Grande de Misha Györik et Michael Beltrami  Suisse
- Pietra tenera de Aurélie Mertenat  Suisse
- Prototype de Blake Williams  Canada  États-Unis
- Sand und Blut de Matthias Krepp et Angelika Spangel  Autriche
- The Reagan Show de Pacho Velez et Sierra Pettengill  États-Unis
- Willkommen in der Schweiz de Sabine Gisiger  Suisse

#### Signs of Life
- Aliens de Luis López Carrasco  Espagne
- Cocote (en) de Nelson Carlo De Los Santos Arias  République dominicaine  Argentine  Allemagne
- Era uma Vez Brasília de Adirley Queirós  Brésil  Portugal
- Filmus de Clément Safra  France
- In Praise of Nothing de Boris Mitic  Serbie  France  Croatie
- Ouroboros de Basma Alsharif  France  Palestine  Belgique
- Panoptic de Rana Eid  Liban  Émirats arabes unis
- Phantasiesätze de Dana Komljen  Allemagne  Danemark
- Surbiles de Giovanni Columbu  Italie
- Zirdziņ, hallo! de Laila Pakalniņa  Lettonie
- Țara moartă de Radu Jude  Roumanie

#### I film delle giurie
Films en l'honneur des membres des différents jurys

## Palmarès[6]

### Concorso Internazionale
- Léopard d'or : Mrs. Fang de Wang Bing.
- Prix spécial du jury : Les Bonnes manières (As Boas Maneiras) de Marco Dutra et Juliana Rojas.
- Léopard de la meilleure réalisation : F. J. Ossang pour 9 Doigts.
- Léopard de la meilleure interprétation féminine : Isabelle Huppert pour Madame Hyde.
- Léopard de la meilleure interprétation masculine : Elliott Crosset Hove pour Winter Brothers (Vinterbrødre).

### Concorso Cineasti del presente
- Léopard d'or : 3/4 de Ilian Metev.
- Prix du meilleur réalisateur émergent : Kim Dae-hwan pour Cho-Haeng.
- Prix spécial du jury : Milla de Valérie Massadian.

### Pardi di domani

#### Compétition internationale
- Léopard d'or : António e Catarina de Cristina Hanes.
- Léopard d'argent : Shmama de Miki Polonski.
- Prix Pianifica : Jeunes Hommes à la fenêtre de Loukianos Moshonas.
- Prix Medien Patent Verwaltung AG : Kapitalistis de Pablo Muñoz Gomes.
- Mention spéciale : Armageddon 2 de Corey Hughes.

#### Compétition nationale
- Pardino d'or du meilleur court métrage suisse : Rewind Forward de Justin Stoneham.
- Pardino d'argent : 59 Secondes de Mauro Carraro.
- Prix Action Light du meilleur espoir suisse : Les Intranquilles de Magdalena Froger.

### Opera Prima
- Prix pour le meilleur premier film : Scary Mother (Sashishi Deda) de Ana Urushadze.
- Swatch Art Peace Hotel Award : Meteors (Meteorlar) de Gürcan Keltek.
- Mentions spéciales : Those Who Are Fine (Dene Wos Guet Geit) de Cyril Schäublin.

### Piazza Grande
- Prix du public : The Big Sick de Michael Showalter.
- Variety Piazza Grande Award : Drei Zinnen de Jan Zabeil.

### Jurys indépendants

#### Jury œcuménique
- Prix du jury œcuménique : Lucky de John Carroll Lynch.
- Mentions spéciales : Qing Ting Zhi Yan de Xu Bing et Vinterbrodre de Hlynur Palmason.

#### Jury FIPRESCI
- Prix FIPRESCI : Qing Ting Zhi Yan de Xu Bing.